# Carrera Panamericana
Pour les articles homonymes, voir Carrera.
La Carrera Panamericana, également appelée « Pan-Am », est une compétition automobile se tenant au Mexique créée en 1950. La course devint rapidement célèbre grâce à l'engagement des plus prestigieux constructeurs de l'époque : Ferrari, Lancia, Porsche, Mercedes-Benz, etc.
Le nom de la course a été récupéré par la marque Porsche pour ses modèles Carrera.

## Histoire
La première édition, organisée par le gouvernement mexicain, est courue en mai 1950 du nord au sud de la portion mexicaine nouvellement achevée de la route panaméricaine, soit 3 373 kilomètres. 132 concurrents venus principalement des États-Unis et du Mexique, mais aussi d'Europe, y participent. Ouverte aux berlines de production, on trouve néanmoins des voitures de sport, de rallye, de Nascar, d'endurance, de course de côte.. L'épreuve dure six jours et part de Ciudad Juárez, ville frontalière avec le Texas, pour arriver à Ciudad Cuauhtémoc, située à la frontière avec le Guatemala. Le pilote américain Hershel McGriff remporte la course avec son Oldsmobile 88 équipée d'un V8 de 5 L et d'une boîte de vitesses manuelle.
Pour la deuxième édition, l'italien Ferrari engage plusieurs voitures officielles bien qu'elles ne soient pas dans les normes du règlement. La course est cette fois courue du sud au nord, prenant son départ à Tuxtla Gutiérrez pour arriver à Ciudad Juárez. Ferrari remporte les deux premières places de l'épreuve avec les pilotes Piero Taruffi, vainqueur, et Alberto Ascari, second. 35 voitures terminent l'épreuve sur les 97 engagées, toutes américaines à l'exception des deux Ferrari victorieuses. Trois pilotes mexicains y perdent la vie.

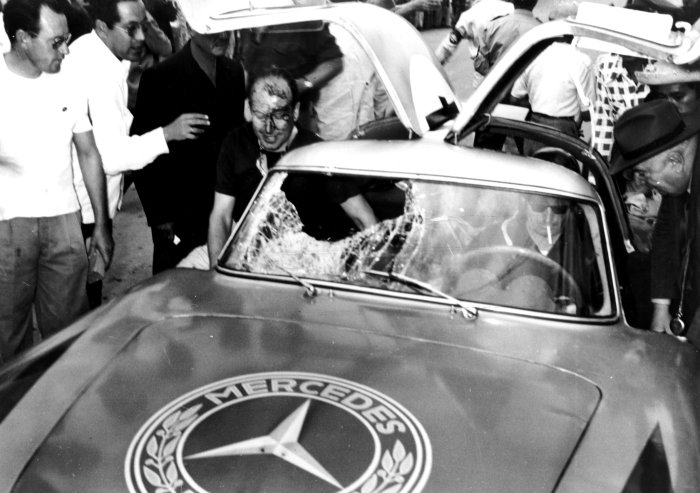
Les futurs vainqueurs de l'édition 1952 Karl Kling et Hans Klenk, accidentés à la suite d'une collision avec un vautour.

Pour l'édition 1952, il est décidé de créer deux catégories distinctes pour les voitures de sport et les voitures de série. Mercedes-Benz envoie plusieurs pilotes et voitures et remporte les deux premières places au général sur 300 SL.
En 1953, les deux catégories sont elles-mêmes divisées en deux classes de cylindrée, grande et petite : sous et au-dessus de 1 600 cm3 pour les voitures de sport, et sous et au-dessus de 3 500 cm3 pour les voitures de tourisme. Cette fois, c'est Lancia qui arrive sur l'épreuve avec de gros moyens. Les voitures européennes dominent les catégories Sport et les américaines les catégories de série. Le pilote argentin Juan Manuel Fangio, champion du monde de Formule 1 en 1951, gagne en catégorie sport de grande cylindrée avec une Lancia D24 équipée d'un V6 de 3,3 L, le Guatémaltèque José Herrarte remporte le titre des petites cylindrées sur une Porsche 550 Spyder. L'Américain Chuck Stevenson remporte la catégorie des grosses cylindrées de série avec une Lincoln et C.D. Evans la catégorie des moins de 3,5 L de série avec une Chevrolet six-cylindres.

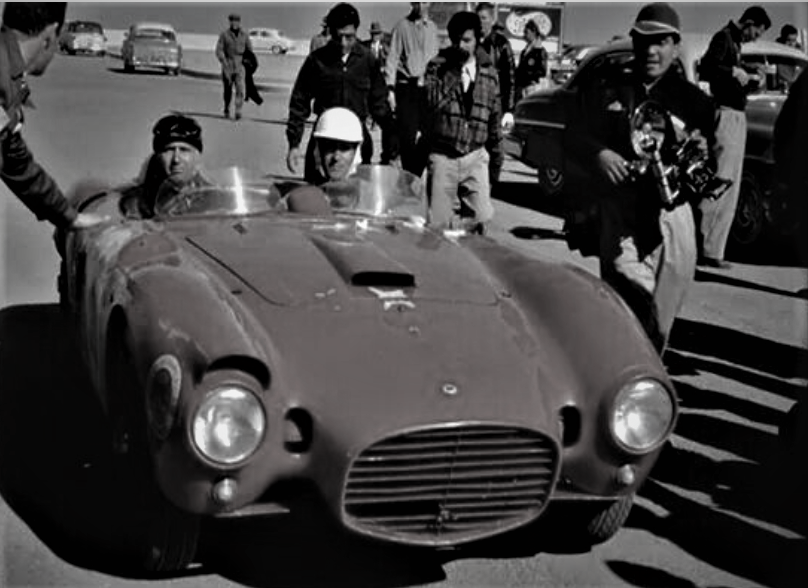
Fangio sur une Lancia D24 en 1954.

En 1954, la course s'est largement professionnalisée et voit la participation de nombreuses écuries officielles. Deux nouvelles catégories sont ajoutées, une pour les voitures européennes de série, et l'autre pour les voitures américaines de petite cylindrée. L'Italien Umberto Maglioli remporte la course sur sa Ferrari 375 Plus équipée d'un V12 de 4,9 L, l'Américain Phil Hill termine second, également sur Ferrari 375, et le pilote allemand Hans Herrmann arrive troisième du classement général avec sa Porsche 550 Spyder dotée du moteur 4-cylindres à plat d'1,5 L, remportant de titre des voitures de sport de petite cylindrée. Maglioli parcourt les 365 km du dernier segment de l'épreuve à la vitesse moyenne de 222 km/h.
Les normes de sécurité sont celles de l'époque, c'est-à-dire très limitées : absence de Ceinture de sécurité sur les véhicules, protections minimalistes le long des routes, etc., et les accidents graves, voire mortels se succédent sur les cinq saisons d'une course qui va de plus en plus vite. L'épreuve sera finalement annulée en 1955 à la suite du terrible accident de Pierre Levegh survenu cette année-là lors des 24 Heures du Mans. L'accident avait provoqué la mort du pilote français ainsi que de plus de 80 spectateurs et les autorités mexicaines, craignant de voir le même type de drame se produire lors de la Pan-Am, interdiront l'épreuve.
En 1988, la course est ressuscitée sous la forme d'un rallye automobile couru avec des automobiles de collection d'avant 1955. L'épreuve s'étend sur une semaine et traverse une bonne partie du pays du sud au nord. La nouvelle Carrera Panamericana devient un événement annuel. Depuis sa renaissance, le Français Pierre de Thoisy l'a remportée à sept reprises.
Considérée comme particulièrement dangereuse depuis sa création, chaque édition de l'épreuve est le théâtre d'accidents plus ou moins sérieux. Bien qu'évoluant sur des portions de route fermées au public, les concurrents se trouvent face à des risques divers, notamment des traversées d'animaux et l'état très variable de la chaussée.

## Palmarès 1950-1954
| Année | Pilotes                          | Équipe                   | Voiture                     |
| ----- | -------------------------------- | ------------------------ | --------------------------- |
| 1950  | Hershel McGriff Ray Elliott      | Alaska Auto Wrecking     | Oldsmobile 88               |
| 1951  | Piero Taruffi Luigi Chinetti     | Centro Sportivo Italiano | Ferrari 212 Inter           |
| 1952  | Karl Kling Hans Klenk            | Daimler-Benz AG          | Mercedes-Benz 300 SL (W194) |
| 1953  | Juan Manuel Fangio Gino Bronzoni | Scuderia Lancia          | Lancia D24                  |
| 1954  | Umberto Maglioli                 | Scuderia Ferrari         | Ferrari 375 Plus            |

Le Mexicain d'adoption Jean Trévoux (qui avait concouru au Mans avec Pierre Levegh en 1938) participa aux cinq éditions (5e en 1951). En 1953, il fit personnellement venir Louis Rosier dans la compétition, ce dernier terminant cinquième sur la Talbot-Lago Sport no 6.

## Palmarès de l'édition «moderne»
| Année | Pilotes                              | Voiture    |
| ----- | ------------------------------------ | ---------- |
| 1988  | Eduardo Morales Gael Rodriguez       | Ford       |
| 1989  | Guillermo Rojas Alberto Rojas Jr.    | Mercury    |
| 1990  | Alain de Cadenet Gordon Currie       | Jaguar     |
| 1991  | John Ward Shirley Ward               | Kurtis     |
| 1992  | Peter Frank Mark Williams            | Mercury    |
| 1993  | Carlos Anaya Eduardo Rodriguez       | Studebaker |
| 1994  | Carlos Anaya Eduardo Rodriguez       | Studebaker |
| 1995  | Kevin Ward Kimberly Elsnier          | Studebaker |
| 1996  | Carlos Anaya Eduardo Rodriguez       | Studebaker |
| 1997  | Pierre de Thoisy Philippe Lemoine    | Studebaker |
| 1998  | Pierre de Thoisy Philippe Lemoine    | Studebaker |
| 1999  | Pierre de Thoisy Jean-Pierre Gontier | Studebaker |
| 2000  | Pierre de Thoisy Jacques Tropenat    | Studebaker |
| 2001  | Pierre de Thoisy Carlos Macaya       | Studebaker |
| 2002  | Doug Mockett Alan Baillie            | Oldsmobile |
| 2003  | Pierre de Thoisy Pierre Schockaert   | Studebaker |
| 2004  | Juan Carlos Sarmiento Raúl Villareal | Studebaker |
| 2005  | Juan Carlos Sarmiento Raúl Villareal | Studebaker |
| 2006  | Gabriel Pérez Angelica Fuentes       | Ford       |
| 2007  | Pierre de Thoisy Frédéric Stoesser   | Studebaker |
| 2008  | Bill Beilharz Jorge Ceballos         | Studebaker |
| 2009  | Stig Blomqvist Anna Goni Boracco     | Studebaker |
| 2010  | Harri Rovanperä Jouni Närhi          | Studebaker |
| 2011  | Ricardo Triviño Marco Hernández      | Studebaker |
| 2012  | Gabriel Pérez Ignacio Rodríguez      | Studebaker |
| 2014  | Erik Comas Isabelle de Sadeleer      | Studebaker |
| 2015  | Emilio Velázquez Javier Marin        | Studebaker |
| 2016  | Hilaire Damiron Laura Damiron        | Studebaker |
| 2017  | Ricardo Cordero Marco Hernández      | Studebaker |
| 2018  | Emilio Velázquez Christian Coronel   | Studebaker |
| 2019  | Ricardo Cordero Marco Hernández      | Studebaker |

## Au cinéma
- Film documentaire La Carrera Panamericana (1992) sur une musique de Pink Floyd (Nick Mason et David Gilmour ont participé à l'édition 1991 de l'épreuve)